# Wonder (Hillsong United)
Wonder è il quinto album in studio del gruppo di musica cristiana contemporanea australiano Hillsong United, pubblicato nel 2017.

## Tracce
1. Wonder – 4:54
2. Shadow Step – 5:34
3. Future Marches In – 5:42
4. So Will I (100 Billion X) – 6:51
5. Splinters and Stones – 4:32
6. Glimmer in the Dust – 7:44
7. Greatest of These – 3:59
8. Shape of Your Heart – 5:02
9. Not Today – 4:13
10. Life – 6:08
11. Rain / Reign – 6:34
12. Water to Wine – 9:47